# Amore al primo morso
Amore al primo morso (Love at First Bite) è un film statunitense del 1979 diretto da Stan Dragoti.

## Trama
Il conte Samuel, cacciato dal suo castello dal governo che ne vuole fare un collegio per giovani ginnasti, sceglie di andare negli Stati Uniti per conquistare il suo grande amore, reincarnata in una modella molto richiesta con il suo fido Renfield, mangiatore di insetti e domatore di serpenti e tarantole.
Lei, decisamente più aperta di quanto lui si aspettasse, se lo porta a casa, e già al primo morso rimane folgorata; decide di raccontare tutto al suo fidanzato storico, nonché psicologo, che non sa essere il nipote di Van Helsing, e che quindi cerca di sconfiggere Dracula in ogni modo ma si mette nei guai, prima perché considerato pazzo e poi perché per uccidere Dracula manda a fuoco una stanza al Plaza. Dracula e lui si sfidano anche in una battaglia all'ultimo sguardo per cercare di ipnotizzarsi a vicenda, con il risultato che lei va a casa e fanno cadere in trance solo i camerieri di passaggio.
Quello che Cindy non sa è che al terzo morso lei diventerà una vampira, e appena lo scopre comincia ad avere qualche dubbio, e nonostante sia innamorata di Dracula rimette in discussione anche il suo amore per il fidanzato, che nel frattempo trova l'aiuto dell'Ispettore Ferguson.
Alla fine di tutto lei decide di partire con Dracula, ma all'aeroporto sbagliano ad imbarcare la bara del conte su un aereo per la Giamaica già in partenza, e avendo come unica possibilità quella di volare come pipistrello morde per l'ultima volta Cindy, non prima che lei abbia saldato il suo debito per le sedute di psicoanalisi con un assegno; rassegnato alla sconfitta, Jeffrey trova il mantello di Dracula, se lo prova e l'ispettore gli dice che sembra un'altra persona, affascinante e irresistibile, e così i due decidono di utilizzarlo per le loro conquiste, come solo il conte sapeva fare.

## Produzione
L'ispirazione per il film nacque da un incontro tra George Hamilton e lo sceneggiatore Robert Kaufman. Una sera in piscina Hamilton, per far ridere Kaufman, si mise a fare l'imitazione di Bela Lugosi, e l'idea si sviluppò in cosa sarebbe successo se Dracula fosse vissuto nella New York moderna. Il copione fu finanziato con 100,000 dollari e la sceneggiatura venne poi acquistata da Melvin Simon, un imprenditore interessato al cinema. Il regista Stan Dragoti fu coinvolto nel progetto attraverso Peter Sellers, conoscente di Kaufman.

## Accoglienza
Il film fu un successo al botteghino, incassando 44 milioni di dollari a fronte di un budget di 3 milioni e posizionandosi al 13º posto nella lista dei maggiori incassi cinematografici del 1979. Fu il maggiore successo della AIP fino all'uscita di Amityville Horror più tardi quello stesso anno. Tuttavia, le recensioni della critica furono contrastanti, e Amore al primo morso ha una percentuale di gradimento del 67% sul sito web Rotten Tomatoes, basato su ventuno recensioni da parte di critici professionisti.
Janet Maslin del The New York Times descrisse il film "[un] piccolo film volgare e delizioso con un cast sbalorditivo e nessuna pretesa", mentre Dave Kehr si lamentò di un "miscuglio di battute piatte e slapstick sgraziato". Variety notò nel film la "tendenza a barcollare da uno scherzo all'altro" e osservò come la storia si potesse definire "sciocca"; ma ebbe parole positive per la performance di Hamilton. Gene Siskel del Chicago Tribune diede al film zero stelle su quattro, scrivendo che Hamilton "non ha idea di come si reciti una commedia" e liquidò la pellicola come "un cumulo di gag trite e ritrite e crudeli stereotipi razziali". Charles Champlin del Los Angeles Times scrisse: "Non è proprio l'accoppiamento del decennio e la signora St. James, sebbene comprensiva, sembra occasionalmente distratta, come se si aspettasse una telefonata da un momento all'altro. Ma Hamilton ha tutta l'energia di cui il film ha bisogno. La sua caratterizzazione, grandiosamente ampia, sincera, assurda ma solenne, è perfettamente giusta". Gary Arnold del Washington Post suggerì che il film "è stato evidentemente scritto da battutisti che hanno iniziato a essere a corto di gag subito dopo aver pensato al titolo", osservando anche che "Susan Saint James non sembra provarci nemmeno" e che "Hamilton fa un'imitazione vocale accettabile di Bela Lugosi, anche se la cosa potrebbe essere stata più divertente quando la faceva solo per gli amici". Tom Milne di The Monthly Film Bulletin paragonò il film alle opere di Mel Brooks, scrivendo che anche se meno divertente di Frankenstein Junior, Amore al primo morso era "più coerente nel suo umorismo, in parte perché presta maggiore attenzione al personaggio ... ma principalmente perché aderisce al suo scopo di produrre una commedia con Dracula, piuttosto che un Dracula comico".

## Riconoscimenti
- Saturn Awards 1980
  - Premio per il miglior attore a George Hamilton
  - Premio per il migliore trucco a William Tuttle
  - Premio per il miglior attore non protagonista ad Arte Johnson
- Golden Globe 1980
  - Candidatura al Golden Globe per il Miglior attore in una commedia per George Hamilton